# Ніанон
Ніанон  (швед. Nianån) — мала річка у середній Швеції, у лені Євлеборг. Довжина річки становить 40 км, площа басейну  — 196,6 км². На річці побудовано 1 малу ГЕС з встановленою потужністю 0,6 МВт й з середнім річним виробництвом 2 млн кВт·год.